# Du’aine Ladejo
Du’aine Thorne Ladejo (* 14. Februar 1971 in Paddington, London) ist ein ehemaliger britischer Sprinter, der 1994 Europameister wurde.
Bei den Juniorenweltmeisterschaften 1990 belegte er den siebten Platz im 400-Meter-Lauf. Bei den Olympischen Spielen 1992 in Barcelona qualifizierte sich in der 4-mal-400-Meter-Staffel die britische Mannschaft in der Besetzung Mark Richardson, Kriss Akabusi, Roger Black und Ladejo in 3:01,20 min hinter der Stafette Trinidads für das Finale. Im Endlauf traten David Grindley und John Regis für Richardson und Ladejo an und belegten den dritten Rang hinter den USA und Kuba. Richardson und Ladejo wurden als Vorlaufstarter ebenfalls mit der Bronzemedaille geehrt. 
1993 gewann Ladejo seinen einzigen Britischen Meistertitel, schied aber bei den Leichtathletik-Weltmeisterschaften in Stuttgart im Halbfinale aus; die Stafette qualifizierte sich nicht für das Finale. 
1994 gelang Ladejo der Durchbruch in die Weltspitze. Bei den Leichtathletik-Halleneuropameisterschaften in Paris siegte er in 46,53 s hauchdünn vor dem Russen Michail Wdowin. Mitte August errang er bei den Leichtathletik-Europameisterschaften in Helsinki Gold in 45,09 s vor dem Titelverteidiger Roger Black und dem Schweizer Mathias Rusterholz. Die britische Stafette in der Besetzung David McKenzie, Brian Whittle, Black und Ladejo gewann in 2:59,13 min deutlich vor der französischen und der russischen Stafette. Eine Woche später holte Ladejo, für England startend, bei den Commonwealth Games in Victoria über 400 m in 45,11 s Silber hinter dem Kenianer Charles Gitonga. Die englische Stafette mit McKenzie, Peter Crampton, Adrian Patrick und Ladejo gewann das Finale in 3:02,14 min vor den Staffeln Jamaikas und Trinidads.
Nach einer eher mäßigen Saison 1995 kehrte Ladejo bei den Halleneuropameisterschaften 1996 in Stockholm zurück und gewann in 46,12 s deutlich. Bei den Britischen Meisterschaften in Birmingham lief Ladejo in 44,66 s persönliche Bestzeit und wurde Zweiter hinter Roger Black. Bei den Olympischen Spielen in Atlanta schied Ladejo über 400 Meter bereits im Viertelfinale aus. Die Stafette gewann ihren Vorlauf in der Besetzung Ladejo, Jamie Baulch, Mark Hylton und Mark Richardson, in der Besetzung Iwan Thomas, Baulch, Ladejo und Richardson gewannen sie auch das Halbfinale. Im Finale belegten Thomas, Baulch, Richardson und Black den zweiten Platz hinter der Staffel aus den Vereinigten Staaten. Mark Hylton und Ladejo wurden ebenfalls mit der Silbermedaille geehrt.
Nach Atlanta stand Ladejo nur noch einmal in einem großen Finale. Bei den Leichtathletik-Hallenweltmeisterschaften 2001 in Lissabon gehörte er zur britischen Stafette, die als Fünfte ins Ziel kam. Wegen des Dopingfalls Jerome Young rückte die Stafette später noch einen Platz auf.
Du’aine Ladejo ist 1,86 m groß und wog zu Wettkampfzeiten 83 kg. Der Absolvent der University of Texas startete für die Birchfield Harriers.